# Réaction d'Asinger
La réaction d'Asinger ou  synthèse de thiazoline d'Asinger est une réaction de chimie organique. Elle a été découverte par Friedrich Asinger (en) lors de son séjour forcé en Union soviétique (Action Ossoawiachim : déportation des scientifiques allemands en URSS). 
La réaction d'Asinger est l'une des réactions multi-composants classée comme A-4CR (abréviation de "Asinger-4 component reaction") : du soufre élémentaire, une cétone ou un aldéhyde α-substitué, un  autre composant avec un groupe carbonyle et de l'ammoniac forment avec un bon rendement une 3-thiazoline ou des mélanges de plusieurs 3-thiazolines : 

Un exemple d'une réaction d'Asinger classique avec une cétone.

Un exemple d'une réaction d'Asinger classique avec un aldéhyde.

## Mécanisme
Le mécanisme expliqué sur une cétone est identique pour un aldéhyde (R3=H).
Première étape : 

formation d'une α-mercaptocétone

Une réaction de thiolation forme un intermédiaire α-mercaptocétone : L'α-thiolation est catalysée par une base - ici l'ammoniac- qui déprotone l'atome d'hydrogène en α de la cétone. La réaction est initiée par un énolate. Un cycle S8 du soufre élémentaire s'additionne sur la double liaison de l'énolate puis par protonation et réaction avec un autre énolate, forme une α-mercaptocétone et un polysulfure avec un soufre en moins qui par protonation et réaction avec d'autres énolates successivement forme de l'α-mercaptocétone jusqu'à ce qu'il soit lui-même une α-mercaptocétone.
Deuxième étape :

L'α-mercaptocétone réagit de manière irréversible avec un aldéhyde et de l'ammoniac pour former une 3-thiazoline : L'aldéhyde est ici l'autre composé carbonyle dans la réaction de cyclisation. Il s'agit d'une α-amino-alkylation d'un atome du carbone lié à S et O et donc polarisé et, pour encore plus de stabilisation, d'une cyclisation concertée avec le départ d'une molécule d'eau. Finalement une seconde déshydratation transforme la 3-thiazolidine en 3-thiazoline.
La formation de 3-thiazolines se produit également à l'aide d'α-thioaldéhyde ou d'α-thiocétone et d'ammoniac, ce qui revient à supprimer la première étape du mécanisme.

## Variante
Une version plus simple de la réaction d'Asinger a été développée par la société Degussa AG. La réaction d'un composant carbonyle α-halogéné avec l'hydrogénosulfure de sodium, NaHS génère in situ le composant α-mercapto-carbonyle (α-thiol) qui peut réagir directement avec des aldéhydes ou des cétones et de l'ammoniac pour donner des 3-thiazolines :
Dans l'industrie chimique, des procédés multi-composés basés sur cette variante de l'A-4CR (synthèse d'Asinger à 4 composants) ont été développés pour la production de produits pharmaceutiques tels que le médicament D-pénicillamine et l'acide aminé DL-cystéine :

Variante de la réaction d'Asinger comme première étape vers la production de cystéine (R=H) et pénicillamine (R=CH_{3})

La synthèse de 3-oxazolines (analogues oxygénés des 3-thiazolines) peut être réalisée via une autre variante de la réaction d'Asinger avec un 2-halogénoaldéhyde, de l'ammoniac, de l'hydroxyde de sodium, NaOH et un autre composé carbonyle, en général une cétone.